# Uno Troilus
Uno Troilus (senare ättlingar skrev sig Troilius), född 1586, i Backa, Hyltinge socken, död 15 februari 1654 i Leksands socken, var en svensk präst.

## Biografi
Uno Troilus var son till Truls Larsson, som senare blev fogde på Tidö slott. Nio år gammal placerades han vid Västerås skola där Elof Terserus var rektor. Då Terserus 1600 blev kyrkoherde i Leksand, sände Truls Larsson sin son till skolan i Strängnäs, där han stannade i två och återvände därefter till Västerås för studier i ytterligare fyra år. Han fullföljde sina studier i Växjö, där han av Nicolaus Krokius fick goda betyg. Hösten 1608 begav han sit till Tyskland för universitetsstudier och studerade språk, filosofi och teologi j Giessen, Jena, Rostock och Wittenberg innan han i Wittenberg 16 mars 1616 promoverades till magister. Efter sin hemkomst prästvigdes han och utsågs till penitentiarie i Västerås stift. Under det att han åtföljde biskopen på visitationer blev han känd i Leksands socken och hade även under sin gamle lärares sjukdom varit tillförordnad kyrkoherde där, och begärdes efter hans död 1617 av församlingen till kyrkoherde, vilket godkändes av biskopen med bekräftad utnämning av kungen 20 mars 1618.
Han var orator vid prästmötet 1621, respondent 1629, predikant 1635 och preses 1649. 1648 utsåg han till kontraktsprost i Österdalarna. I sitt äktenskap med företrädarens änka Margareta Hansdotter (1594-1657), kallad Stormor i Dalom, fick han fem söner och sju döttrar bland vilka märks kyrkoherde Samuel Troilius och borgmästaren i Falun Zacharias Troilius.
Normalt hörde det till att prosten i Leksand som en av de större församlingarna företrädde sin socken vid riksdagarna. Uno Troilius verkar dock inte varit intresserad. Endast vid riksdagen i Nyköping 1640 finns han noterad som fullmäktig, men lät sig då företrädas av sin svär- och styvson Johannes Elai Terserus.

## Barn
Barn i äktenskapet med Margareta Hansdotter i hennes andra äktenskap
- Samuel Unonis Troilius (1620-1666), prost i Leksand
- Eric Troilius (1620-1645) student drunknade
- Zakarias Troilius (1621-1693), borgmästare i Falun
- Anna Troilia (1622-1666), gift med prosten i Falun Lars Blackstadius (-1640), borgmästaren i Falun Henric Teet (död 1657) och biskopen i Västerås Nicolaus Rudbeckius   (1622-1676)
- Emfred Troilia (1623-efter1697), gift med prosten Rättvik Olof Dalekarus och prosten i Rättvik Peter Schottenius
- Elisabet Troilia (1624-1655), gift med biskop Johannes Terserus (1605-1678)
- Sara Troilia, gift med prosten i västra Vingåker Marcus Simming
- Margareta Troilia, gift med prosten i Sala Johan Aborgenis
- ytterligare 2 barn som dog unga